# Sinodrepanus rosannae
Sinodrepanus rosannae är en skalbaggsart som beskrevs av Simonis 1985. Sinodrepanus rosannae ingår i släktet Sinodrepanus och familjen bladhorningar. Inga underarter finns listade i Catalogue of Life.